# Jens Keukeleire
Jens Keukeleire, né le 23 novembre 1988 à Bruges, est un coureur cycliste belge, professionnel de 2010 à 2023, reconverti directeur sportif.

## Biographie

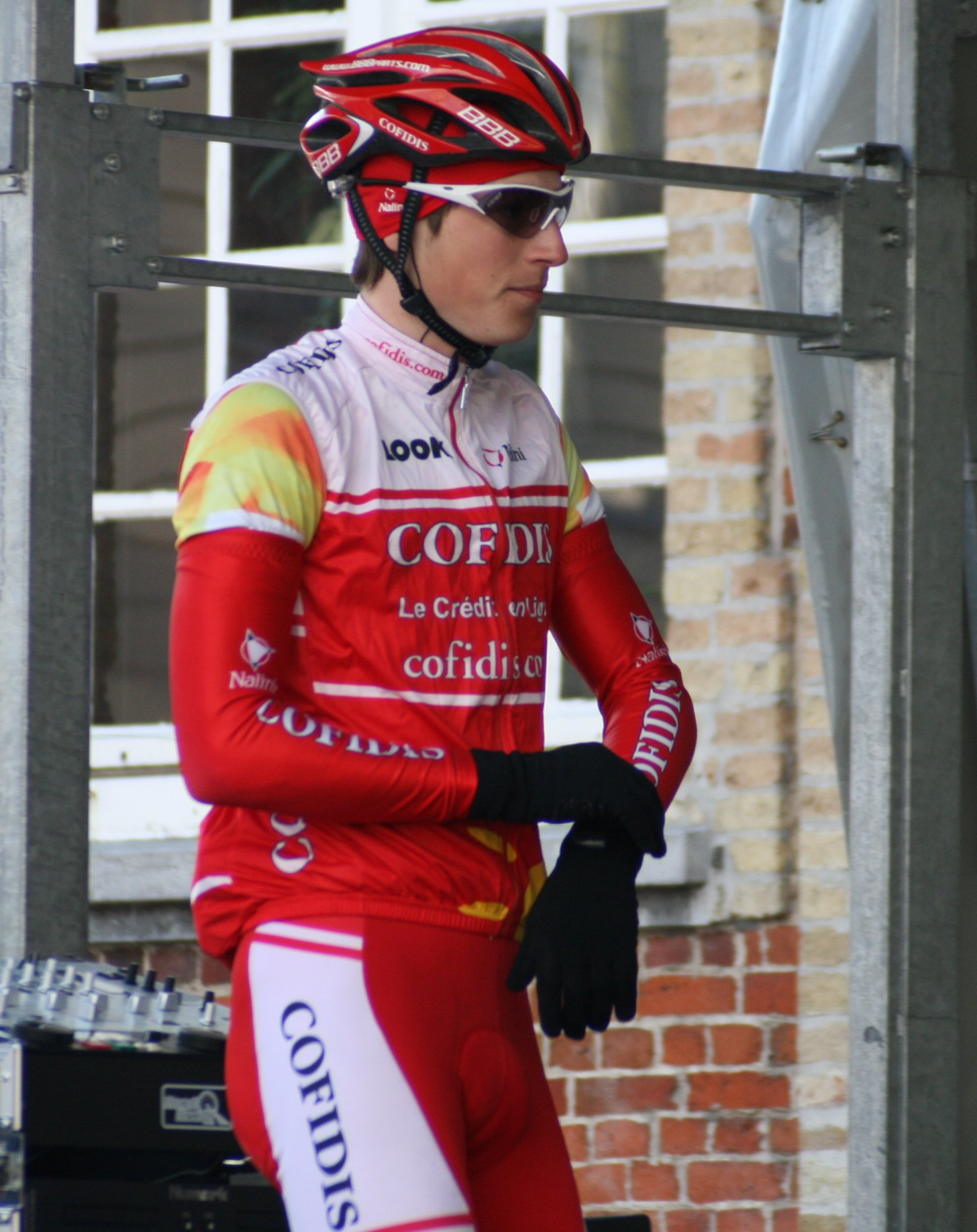
Jens Keukeleire lors des Trois Jours de Flandre-Occidentale 2010.

Jens Keukeleire naît le 23 novembre 1988 à Bruges en Flandre-Occidentale. Sa première pratique sportive est le football, qu'il abandonne à la suite d'une blessure au genou. Il pratique ensuite l'aviron, puis le cyclisme.
Membre du WC Soenens dans les rangs amateurs, il remporte en 2009 la Topcompétition U27. Il gagne la dernière des sept courses de ce calendrier, le Grand Prix de la ville de Geel et se classe deuxième de la Flèche ardennaise et troisième du Circuit de Wallonie. Régulièrement sélectionné en équipe de Belgique des moins de 23 ans et participe notamment au championnat du monde de 2009 de cette catégorie. 

### 2010-2011: Cofidis, la confirmation au haut-niveau
À la fin de l'année 2009, aucune équipe professionnelle belge ne lui propose de contrat. Il est recruté par l'équipe française Cofidis, par l'entremise de l'ancien coureur professionnel belge Nico Mattan, membre de cette équipe de 1999 à 2003.

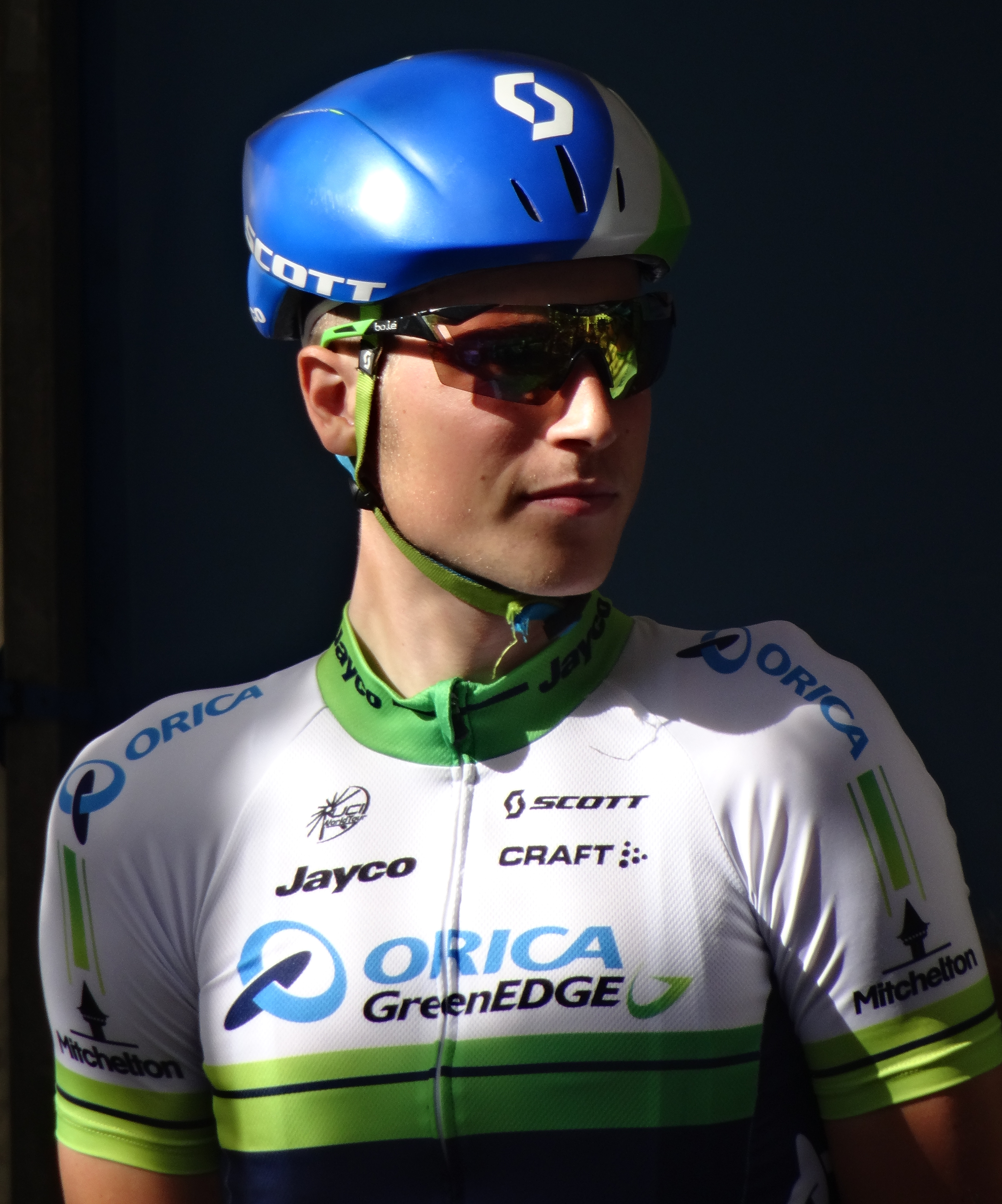
Jens Keukeleire peu avant le départ de la 1re étape de l'Eurométropole Tour 2014 à La Louvière.

Il dispute ses premières courses en tant que coureur professionnel, le Challenge de Majorque et le Tour de l'Algarve, en février 2010. En sept jours de course, il se classe quatre fois parmi les dix premiers lors d'arrivées disputées au sprint. Lors de la quatrième étape du Tour de l'Algarve, il se classe quatrième à l'issue d'une arrivée en côté, distancé par André Greipel, Jürgen Roelandts et Samuel Sánchez. Au début du mois de mars, il remporte au sprint Le Samyn, puis le classement général des Trois Jours de Flandre-Occidentale, dont il gagne une étape. Deux semaines plus tard, il s'impose sur la Nokere Koerse.
En 2011, Jens Keukeleire peine à retrouver une bonne dynamique. Il ne lèvera les bras qu'au mois de juillet, lors de la troisième étape du Tour d'Autriche.

### 2012-2017: Orica
Pour la saison 2012, il s'engage pour l'équipe Orica-GreenEDGE. Il dispute le Tour d'Italie mais ne parvient pas à se battre pour une victoire. Son seul succès de la saison est un succès collectif : il remporte le contre-la-montre par équipes de l'Eneco Tour, ce qui lui permet de porter le maillot de leader deux jours durant. En août 2013, Jens Keukeleire retrouve le goût de la victoire lors du Tour de Burgos, où il s'impose à deux reprises. Suivent alors près de trois années sans succès, même s'il parvient à se classer sixième de Paris-Roubaix en 2015.
C'est au Tour de Slovénie 2016 qu'il fait à nouveau parler sa vitesse. Quelques mois plus tard, il s'offre la plus belle victoire de sa carrière en remportant la douzième étape du Tour d'Espagne. Son année 2017 est marquée par un printemps fructueux. D'abord deuxième de Gand-Wevelgem, battu par le seul Greg Van Avermaet, il remporte au mois de mai le classement général du Tour de Belgique. 
En juillet, il est sélectionné pour participer aux championnats d'Europe de cyclisme sur route, à la suite de quoi il annonce son transfert vers la formation belge Lotto-Soudal, après six années sous les couleurs d'Orica.

### 2018-2019: passage chez Lotto-Soudal
Pour sa première saison chez Lotto-Soudal, il n'obtient pas de résultats notables sur les classiques, mais gagne le Tour de Belgique. Lors du Tour de France, il se fracture la partie supérieure du péroné dans les 15 premiers kilomètres de la 9e étape pavée entre Arras et Roubaix. Il termine l'étape en 142e position, à plus de 16 minutes du vainqueur et est non partant le lendemain.

#### Saison 2019
Comme la saison précédente, il lance son exercice 2019 en Argentine, 4e de la deuxième étape du Tour de San Juan. Lors du week-end d'ouverture belge, il termine 11e du Circuit Het Nieuwsblad où Tim Wellens monte sur le podium (3e) et 7e de Kuurne-Bruxelles-Kuurne. Il réalise une saison des Classiques consistante, 14e de l'E3 BinckBank Classic, 15e de Gand-Wevelgem, 11e d'À travers les Flandres, 12e du Tour des Flandres et 29e de Paris-Roubaix.
Il enchaîne par les Quatre Jours de Dunkerque où, auteur de 5 tops 10 d'étape, il monte sur la troisième marche du classement général. En juillet, il participe au Tour de France où Caleb Ewan remporte trois étapes. Il est sélectionné pour représenter son pays aux championnats d'Europe de cyclisme sur route. Il s'y adjuge à cette occasion la vingt-huitième place alors que son compatriote Yves Lampaert termine deuxième. Sur la deuxième partie de saison, il décroche de nouvelles places d'honneur, 7e du Tour d'Allemagne, 5e du Circuit du Houtland, 12e du Tour de l'Eurométropole et 5e de Binche-Chimay-Binche, son dernier dossard de la saison.

### 2020-2023: EF Pro Cycling

#### Saison 2020
En 2020, il rejoint la formation américaine EF Pro Cycling. Selon Jonathan Vaughters, manager de l'équipe, il vient renforcer l'équipe sur les Classiques ainsi que pour accompagner Kristoffer Halvorsen sur les sprints et protéger Daniel Martínez et Sergio Higuita sur les courses à étapes, notamment sur les bordures. En juin, il révèle avoir contracté la Covid-19 en mars et avoir retrouvé la pleine possession de ses moyens seulement courant mai. Il renoue avec la compétition en août sur le Critérium du Dauphiné, remporté par son coéquipier Martínez, alors que sa dernière course, à la suite du confinement, était Kuurne-Bruxelles-Kuurne le 1er mars. Il est retenu pour prendre part au Tour de France. 
Sur les Classiques reportées en fin de saison, il participe à la Flèche wallonne (94e) et à Liège-Bastogne-Liège (abandon) où s'illustre Michael Woods (3e et 7e), à Gand-Wevelgem (91e) et au Tour des Flandres (27e) où Alberto Bettiol se distingue (4e et 16e) puis à la Classic Bruges-La Panne où il réalise le meilleur résultat de l'équipe (39e).
Après 14 saisons professionnelles, il met un terme à sa carrière en octobre 2023.

### Après-carrière
Au début du mois de janvier 2024, Jens Keukeleire devient directeur sportif au sein de l'équipe Alpecin-Deceuninck.

## Palmarès et classements mondiaux

### Palmarès amateur
- 2009
  - Vainqueur de la Topcompétition
  - Boucles guégonnaises
  - Circuit du Pévèle
  - Grand Prix de la ville de Geel
  - 3e du Grand Prix de Waregem
  - 3e du Circuit du Hainaut
  - 4e du championnat d'Europe sur route espoirs

### Palmarès professionnel
| - 2010 - Le Samyn - Trois Jours de Flandre-Occidentale : - Classement général - 1re étape - Nokere Koerse - 2011 - 3e étape du Tour d'Autriche - 2012 - 2e étape de l'Eneco Tour (contre-la-montre par équipes) - 2e de la Ruddervoorde Koerse - 2013 - 2e et 3e étapes du Tour de Burgos - 2014 - 8e de l'Eneco Tour - 2015 - 6e de Paris-Roubaix - 9e du Grand Prix E3 | - 2016 - 1re étape du Tour de Slovénie - 12e étape du Tour d'Espagne - 2e de Halle-Ingooigem - 3e du Grand Prix Bruno Beghelli - 2017 - Classement général du Tour de Belgique - 2e de Gand-Wevelgem - 2018 - Classement général du Tour de Belgique - 2019 - 3e des Quatre Jours de Dunkerque - 2020 - 4e de la Cadel Evans Great Ocean Road Race |  |

### Résultats sur les grands tours

#### Tour de France
5 participations
- 2014 : 67e
- 2017 : 59e
- 2018 : non-partant (10e étape)
- 2019 : 98e
- 2020 : 89e

#### Tour d'Italie
3 participations
- 2012 : 127e
- 2013 : 74e
- 2021 : 78e

#### Tour d'Espagne
3 participations
- 2015 : 93e
- 2016 : 64e, vainqueur de la 12e étape
- 2021 : 50e

### Classements mondiaux
| Année                                 | 2009 | 2010 | 2011 | 2012 | 2013 | 2014 | 2015 | 2016 | 2017 | 2018 | 2019 | 2020 | 2021  | 2022  | 2023  |
| ------------------------------------- | ---- | ---- | ---- | ---- | ---- | ---- | ---- | ---- | ---- | ---- | ---- | ---- | ----- | ----- | ----- |
| UCI World Tour                        |      |      |      | nc   | nc   | 111e | 82e  | 134e | 68e  | 320e |      |      |       |       |       |
| Classement mondial                    |      |      |      |      |      |      |      | 118e | 65e  | 217e | 119e | 183e | 1534e | 2117e | 1307e |
| UCI Europe Tour                       | 506e | 7e   | 215e |      |      |      |      | 60e  | 115e | 103e | 98e  | 150e | 1077e | 1327e | nc    |
| UCI Asia Tour                         | nc   | nc   | nc   |      |      |      |      | 455e | nc   | nc   |      |      |       |       |       |
|                                       |      |      |      |      |      |      |      |      |      |      |      |      |       |       |       |
| Légende : nc = non classéSource : UCI |      |      |      |      |      |      |      |      |      |      |      |      |       |       |       |